# パワー・オブ・ラヴ (ジェニファー・ラッシュの曲)
「パワー・オブ・ラヴ」（英: The Power of Love＝愛の力）は、元々ジェニファー・ラッシュ（英語: Jennifer Rush）が歌ったパワーバラード。ローラ・ブラニガン、エア・サプライやセリーヌ・ディオンなどいくつかの歌手によってカバーされ、数ヵ国語に翻訳もされているなど、ポップスタンダードになっている。

## ジェニファー・ラッシュのヴァージョン
この曲は1984年にジェニファー・ラッシュによって最初にレコーディングされた。

### チャート
| チャート（1985年）                 | 最高位                                                              |
| ---------------------------------- | ------------------------------------------------------------------- |
| オーストラリア・シングルチャート   | 1                                                                   |
| オーストリア・シングルチャート     | 1                                                                   |
| カナダRPMトップシングル            | 1                                                                   |
| デンマーク・シングルチャート       | 9                                                                   |
| オランダ・シングルチャート         | 7                                                                   |
| フランス・シングルチャート         | 25                                                                  |
| ドイツ・シングルチャート           | 7                                                                   |
| アイルランド・シングルチャート     | 1                                                                   |
| ニュージーランド・シングルチャート | 1                                                                   |
| ノルウェー・シングルチャート       | 1                                                                   |
| スペイン・シングルチャート         | 「パワー・オブ・ラヴ」／2 「Si tu eres mi hombre y yo tu mujer」／1 |
| スウェーデン・シングルチャート     | 3                                                                   |
| スイス・シングルチャート           | 3                                                                   |
| 全英シングルチャート               | 1                                                                   |
| アメリカ・ビルボードホット100      | 57                                                                  |

| 先代 バンド・エイド「ドゥ・ゼイ・ノウ・イッツ・クリスマス?」 | 年間最多販売シングル（イギリス） 1985年             | 次代 コミュナーズ「ディス・ウェイ」                |
| 先代 ミッジ・ユーロ「イフ・アイ・ワズ」                      | イギリス第1位シングル 1985年10月8日 – 1985年11月5日 | 次代 フィアガル・シャーキー 「ア・グッド・ハート」 |

## ローラ・ブラニガンのヴァージョン
ローラ・ブラニガンバージョンは原題「The Power of Love」にあるTheが付かず「Power of Love」として、1987年の彼女のアルバム『タッチ』に収録された。このアルバムはデイヴィッド・カーシェンバウムがプロデュースを担当しており、この曲は1987年10月にアルバムからの2枚目のシングルとして発売された。目下のところ、彼女にとって最後のTop40ヒット(最高位26位 (1988年1月9・16日付))となっている。

### 収録曲
シングル盤レコード／カセットシングル
1. 「パワー・オブ・ラヴ」（シングルバージョン） – 4:44
2. 「スピリット・オブ・ラヴ」（シングルバージョン） – 3:35

### 公式編曲版
- 「パワー・オブ・ラヴ」（アルバムバージョン） – 5:26
- 「パワー・オブ・ラヴ」（シングルバージョン） – 4:44

### チャート
| チャート（1987年）                                         | 最高位 |
| ---------------------------------------------------------- | ------ |
| アメリカ・ビルボードホット100                              | 26     |
| アメリカ・ビルボードホットアダルトコンテンポラリートラック | 19     |

## セリーヌ・ディオンのヴァージョン
「パワー・オブ・ラヴ」はセリーヌ・ディオンのアルバム『ラヴ・ストーリーズ』からの2枚目のシングル。1993年11月1日に北米で、12月に日本で、翌年には全世界で発売された。
ディオンにとってジェニファー・ラッシュの曲をカバーするのはこれが2作目である。1作目は「ハイヤー・グラウンド」をフランス語に翻訳してカバーし、「プリュ・オー・ク・モワ」として発売されている。
1995年にグラミー賞最優秀女性ポップ・パフォーマンス賞とアメリカン・ミュージック・アワードにノミネートされた。
1999年のセリーヌ・ディオンの大ヒットCDザ・ベリー・ベストに収録されており、ライブバージョンは『ア・ロランピア』と『パリ・ライヴ』に収録されるなど、ディオンのライブ・パフォーマンスの中で最もよく披露される曲の一つになっている。ラス・ベガスのシーザーズ・パレスにおいて週5夜連続開催されている彼女のショウA New Day...でも披露された。
この曲は全世界でスマッシュヒットし、アメリカ、オーストラリア、カナダで最高位にまで上昇した。アメリカではセリーヌ・ディオンの楽曲としては初のビルボード・ホット1004週連続1位を果たし、ビルボード・ホット100シングル・セールスでは5週連続1位、ビルボード・ホット100エアプレイでは2位、ビルボード・ホット・アダルト・コンテンポラリー・トラックでは4週連続1位を果たした。カナダでは12週1位、計70週チャートインし続けた。その他の国(フランスとポーランドで3位、イギリスとベルギーで4位、スウェーデンで6位、ニュージーランドで7位)でもトップ10ヒットし、アメリカ(111万7000枚)とオーストラリア(7万枚)でプラチナ、ニュージーランド(5千枚)でゴールド、フランス(22万1000枚)でシルバーに認定された。
- 調：変イ長調（A♭）

### ミュージックビデオ
ラジオエディット用に制作されたこの曲のミュージックビデオはランディー・セント・ニコラスの監督で撮影され、1993年にリリースされた。このビデオは2001年に発売されたセリーヌ・ディオンのDVD『ザ・ベリー・ベスト〜ビデオ・コレクション』に収録されている。

### 収録曲
日本版CDシングル
1. 「パワー・オブ・ラヴ」（ラジオエディット） – 4:42
2. 「イフ・ユー・アスクト・ミー・トゥ」 – 3:55

世界版CDシングル
1. 「パワー・オブ・ラヴ」（ラジオエディット） – 4:42
2. 「ラヴィング・ユー」 – 4:23

ヨーロッパ版CDマキシシングル
1. 「パワー・オブ・ラヴ」（ラジオエディット） – 4:42
2. 「ラヴィング・ユー」 – 4:23
3. 「ディッド・ユー・ギヴ・イナフ・ラヴ」 – 4:21

日本版CDマキシシングル
1. 「パワー・オブ・ラヴ」（ラジオエディット） – 4:42
2. 「ラヴィング・ユー」 – 4:23
3. 「イフ・ユー・アスクト・ミー・トゥ」 – 3:55

### 公式編曲版
1. 「パワー・オブ・ラヴ」（ラジオエディット） – 4:42
2. 「パワー・オブ・ラヴ」（アルバムバージョン） – 5:43

### チャート・認定
| チャート（1993年-1994年）                                | 最高位 |
| -------------------------------------------------------- | ------ |
| カナダ・レコード小売シングルチャート                     | 1      |
| カナダ・レコードコンテンポラリーヒットラジオチャート     | 1      |
| カナダRPMトップシングル                                  | 1      |
| カナダRPMアダルトコンテンポラリー                        | 1      |
| アメリカビルボードホット100                              | 1      |
| アメリカビルボードホットアダルトコンテンポラリートラック | 1      |
| アメリカ・ビルボードリズミックトップ40                   | 21     |
| アメリカビルボードトップ40メインストリーム               | 2      |
| チャート（1994年）                                       | 最高位 |
| オーストラリア・シングルチャート                         | 1      |
| ベルギー・シングルチャート                               | 4      |
| オランダ・シングルチャート                               | 18     |
| ヨーロッパ・シングルチャート                             | 17     |
| フランス・シングルチャート                               | 3      |
| ドイツ・シングルチャート                                 | 57     |
| アイルランド・シングルチャート                           | 13     |
| ニュージーランド・シングルチャート                       | 7      |
| スウェーデン・シングルチャート                           | 6      |
| 全英シングルチャート                                     | 4      |

| 年間チャート（1994年）      | 順位 |
| --------------------------- | ---- |
| アメリカビルボードホット100 | 4    |

| チャート（1990年–1999年）   | 順位 |
| --------------------------- | ---- |
| アメリカビルボードホット100 | 48   |

| 国               | 認定     |
| ---------------- | -------- |
| オーストラリア   | プラチナ |
| フランス         | シルバー |
| ニュージーランド | ゴールド |
| アメリカ         | プラチナ |

| 先代 ブライアン・アダムス／ロッド・スチュワート／スティング「オール・フォー・ラヴ」 | ビルボードホット100第1位シングル 1994年2月12日 – 1994年3月5日           | 次代 エイス・オブ・ベイス「ザ・サイン」                   |
| 先代 マイケル・ボルトン「バット・アイ・ライド」                                     | ビルボードアダルトコンテンポラリー第1位シングル 1994年2月26日 - 3月19日 | 次代 リチャード・マークス「ナウ・アンド・フォーエヴァー」 |